# Etoy
Etoy är en ort och kommun i distriktet Morges i kantonen Vaud, Schweiz. Kommunen har 2 913 invånare (2023).